# Rise of Nations
Rise of Nations är ett realtidsstrategidatorspel, utvecklat av Big Huge Games och utgivet av Microsoft. Det släpptes den 20 maj 2003 i Nordamerika och den 23 maj i Europa. Spelet finns till Mac och Windows. Man kan spela spelet som 24 olika historiska nationer, och man kan spela det igenom åtta olika tidsåldrar. Den 28 april 2004 släpptes expansionspaketet Rise of Nations: Thrones and Patriots. Senare samma år släpptes Gold edition som innehöll båda spelen.